# Sinar Harapan (Bayung Lencir)
Sinar Harapan is een bestuurslaag in het regentschap Musi Banyuasin van de provincie Zuid-Sumatra, Indonesië. Sinar Harapan telt 1574 inwoners (volkstelling 2010).